# Hodei Beobide
Hodei Beobide Urrutia (Ubidea, Vizcaya, 23 de abril de 1985), conocido como Beobide, es un pelotari español.
Debutó como profesional el 17 de agosto de 2005 en el frontón de Guernica. Estuvo apartado de la actividad deportiva durante dos años por una grave enfermedad. Reapareció en marzo de 2009 en Tolosa.
- Datos: Q5402394